# Jannis Stefanakis
Jannis Stefanakis (* 3. September 1947 in Astraki, Griechenland) ist ein in Mainz lebender Erfinder, der 34 Patente hält. 
Seine wichtigste Entwicklung ist ein halbkugelförmiger Solarkollektor, der anders als Flachkollektoren die Sonne während ihres gesamten Umlaufs gut nutzen kann. Das Problem der Isolation konnte in Zusammenarbeit mit Thomas Stegmaier vom Institut für Textil- und Verfahrenstechnik (ITV) im schwäbischen Denkendorf, das an Dämmstoffen aus Textil arbeitet, gelöst werden. Die beiden Entwickler erhielten für die Innovation den Professor-Adalbert-Seifriz-Preis für Technologie-Transfer im Handwerk 2006.